# 刺果瓜
刺果瓜（学名：Sicyos angulatus）为葫蘆科刺果瓜屬下的一个种。